# مارسيلو ترافيسونو
مارسيلو ترافيسونو (بالإسبانية: Marcelo Trivisonno)‏ (8 يونيو 1966 في الأرجنتين – )؛ هو لاعب كرة قدم سابق كان يلعب كمدافع.

## وصلات خارجية
- مارسيلو ترافيسونو على موقع رابطة كرة القدم اليابانية للمحترفين (اليابانية)
- مارسيلو ترافيسونو على موقع عالم كرة القدم.نت (الإنجليزية)